# Eruandúnia
Eruandúnia (em armênio: Էրուանդունիք; romaniz.: Eruandunikʼ[a]) ou Haiots Zor (em armênio: Հայոց Ձոր; romaniz.: Hayoc' Jor), segundo a Geografia de Ananias de Siracena (século VII), foi um gavar (cantão) da província da Vaspuracânia, no Reino da Armênia.

## Geografia
Segundo a Geografia de Ananias de Siracena (século VII), Eruandúnia foi um gavar (cantão) da província da Vaspuracânia, no Reino da Armênia. Compreendia uma área de 675 quilômetros quadrados e abrangia a área ao sudeste do lago de Vã, ou seja, o vale do Coxabe (Coxape). Fazia fronteira com os cantões de Restúnia ao sudoeste, Tospitis ao norte e Culanovita ao leste.

## História
A tradição popular armênia considera Eruandúnia o local da lendária batalha entre o patriarca armênio Haico e o governante babilônico Belo. Diz-se que Haico fundou a fortaleza de Haique ou Haicaberde (tradicionalmente identificada com as ruínas da fortaleza urartiana de Sarduniquinili) no local da batalha, em homenagem à qual a região foi batizada Haiots Zor (lit. "Vale dos armênios"). Era um dos territórios que compunham o principado dado à família Eruanduni, cujas origens provavelmente remontam aos orôntidas. A história dessa família é pouco conhecida, pois foi mencionada apenas uma vez no século V. 
No século X, Tomás Arzerúnio mencionou todos os territórios em posse dos arzerúnidas na Vaspuracânia, mas omite Eruandúnia, que deve ter deixado de existir à época e pode ter sido incorporado em algum distrito vizinho, provavelmente Tospitis. Os habitantes da região irrigavam seus campos usando o Coxabe e o canal de Menua, que foi construído durante o tempo do Reino de Urartu. Eruandúnia foi povoado quase inteiramente por armênios até a década de 1890, quando tribos curdas começaram a se estabelecer na área após os massacres hamidianos. Em 1911, havia 12 mosteiros na região de Eruandúnia, cinco dos quais estavam de pé e sete em ruínas. Cerca de 10 mil armênios viviam em Eruandúnia antes do genocídio armênio, quando as aldeias armênias foram destruídas e seus habitantes massacrados ou deportados.